# POP-i
POP-i（ポパイ）とはPortable Open Platform Initiative（ポータブル・オープン・プラットフォーム・イニシアチブ）の略で、ソフトバンク向けに開発が決定されていた携帯電話専用の共通プラットフォームである。
POP-iの開発は、Khronos Groupの策定したOpenKODE仕様上でソフトバンクとアプリックス、ACCESSが担当している。
しかし、構想の中心人物であった太田洋（元ソフトバンクモバイル専務執行役員プロダクト・サービス開発本部長）が2007年9月に退社して以降、POP-iに関する情報はなく、現在までにPOP-i採用端末は発売されていない。

## 概要
ソフトバンクは、端末のソフトウェア開発コストを削減や開発期間を短縮することを目的に、携帯電話向けOSやチップセットの違いを吸収することで、アプリケーションやミドルウェアの共通化を進めることができる共通プラットフォームを提供した。

## 特徴
- チップセットやOSに依存しない所が他社と異なる点である。
- 動画や3Dポリゴンなどのマルチメディアソースを包括的に扱うことが可能であり、pop-i向けに開発したソフトウエアは次の機種にも引き続き使用することが可能である。
- 孫正義社長がみずから発表した。

## 採用端末
なし